# 316
316 (CCCXVI) fue un año bisiesto comenzado en domingo del calendario juliano, en vigor en aquella fecha.
En el Imperio romano, el año fue nombrado como el del consulado de Sabino y Rufino, o menos comúnmente, como el 1069 Ab Urbe condita, adquiriendo su denominación como 316 a principios de la Edad Media, al establecerse el anno Domini.

## Acontecimientos
- Edicto de Constantino a favor de los esclavos: prohíbe los castigos de la crucifixión y el herradero de la cara.
- Los hunos saquean Chang'an, la capital de la dinastía Jin. El emperador Jin Mindi se rinde.
- Constantino trata de arreglar la cisma entre la Iglesia católica y la Iglesia donatista.
- Diciembre: Constantino derrota a Licinio en la Batalla de Mardia, y gana parte del territorio de su compañero.

## Nacimientos
- Constantino II, emperador romano.
- Martín de Tours, santo húngaro.

## Fallecimientos
- Blas de Sebaste, religioso cristiano.